# Augochloropsis quadripectinata
Augochloropsis quadripectinata är en biart som beskrevs av Embrik Strand 1910. Augochloropsis quadripectinata ingår i släktet Augochloropsis och familjen vägbin. Inga underarter finns listade.